# Kromong
Kromong is een bestuurslaag in het regentschap Jombang van de provincie Oost-Java, Indonesië. Kromong telt 992 inwoners (volkstelling 2010).